# Ea Kpam
Ea Kpam là một xã thuộc huyện Cư M'gar, tỉnh Đắk Lắk, Việt Nam.

## Địa lý
Xã Ea Kpam cách trung tâm huyện 5 km về hướng bắc, có vị trí địa lý:
- Phía đông giáp xã Cư Dliê M'nông và xã Ea Tul
- Phía tây giáp xã Ea Hđing và xã Cư M'gar
- Phía nam giáp thị trấn Quảng Phú và xã Quảng Tiến
- Phía bắc giáp xã Ea Tar.

Tổng diện tích tự nhiên 4070 ha, trong đó: diện tích đất nông nghiệp: 2.597,16 ha, bao gồm đất trồng lúa: 6 ha; đất trồng cây hàng năm: 88,53 ha; Đất trồng cây lâu năm: (cà phê, cao su) 2.483,95 ha; Diện tích nuôi trồng thủy sản: 280 ha.

## Lịch sử
Ngày 30 tháng 10 năm 1993, Chính phủ ban hành Nghị định số 77/NĐ-CP về việc thành lập xã Ea Kpam trên cơ sở toàn bộ dân cư và địa giới hành chính của Nông trường cao su 1–5 (nay là Nông trường cao su Cư M'gar).

## Kinh tế - xã hội
Trong những năm qua kinh tế xã Ea Kpam luôn giữ mức tăng trưởng khá. Tăng trưởng kinh tế đạt khoảng từ 10 đến 12%/năm, thu nhập bình quân đầu người trên 25 triệu đồng/năm. Dân số 1.598 hộ với 7.306 khẩu gồm 5 dân tộc anh em, trong đó dân tộc kinh chiếm 92%.